# الموت والضرائب (عبارة)
الموت والضرائب (بالإنجليزية: Death and taxes)‏ عبارة شهيرة مقتبسة من رسالة بنجامين فرانكلين إلى جان باتيست لوروا في عام 1789 يأتي فيها: «تأسس دستورنا الجديد الآن، وله هيئة تبشر بالديمومة؛ لكن في هذا العالم لا يمكن أن نجزم بدوام شيء عدا الموت والضرائب».